# Kioumars Hashemi
Kioumars Hashemi (Malayer, 1965) è un politico iraniano, ministro dello sport e della gioventù nel governo Raisi.